# Monochaetum dicranantherum
Monochaetum dicranantherum là một loài thực vật có hoa trong họ Mua. Loài này được Naudin mô tả khoa học đầu tiên năm 1845.